# Aconcagua (rzeka)
Aconcagua (Rio Aconcagua) – rzeka w Chile leżąca w regionie San Felipe.  Aconcagua nie ma nic wspólnego z najwyższym szczytem Andów – Aconcaguą, który leży w całości na terenie Argentyny, w zlewisku Oceanu Atlantyckiego.

## Podstawowe informacje
Ciek powstaje w wyniku połączenia niewielkich dopływów: Juncal i Blanco na wysokości ok. 1430 m n.p.m. w Andach  i uchodzi do Oceanu Spokojnego w okolicach miasta Concón, 20 km na północ od  Valparaíso. Ustrój rzeki jest mieszany z przewagą śnieżnego w górnym biegu oraz śnieżno-deszczowego w biegu środkowym i dolnym. Maksymalne przepływy występują latem (grudzień-styczeń) jako efekt topnienia lodowców w wysokich partiach gór dorzecza. Średni przepływ wynosi 33 m³/s.

## Historia
Górna zlewnia rzeki była w maju i czerwcu 1966 r. przedmiotem kompleksowego badania polskich naukowców, które było jednym z głównych celów wyprawy jachtem Śmiały dookoła Ameryki Południowej. Hydrografowie pod kierownictwem doc. Tadeusza Wilgata kartowali zlewnię i górny bieg rzeki oraz jej dopływy.  Badacze w ramach prac wprowadzali poprawki i aktualizacje na istniejące mapy, zdjęcia lotnicze, kategoryzowali sieć rzeczną na jej kolejne rzędy, rozróżniali cieki stałe i okresowe, rejestrowali wszelkie źródła, młaki i wysięki wraz z pomiarem ich wydajności. Prowadzono pomiary wielkości przepływu w potokach. W wyższych partiach gór badano lodowce zasilające rzekę.
Wzdłuż doliny rzeki Aconcagua wybudowano w 1910 roku transandyjską linię kolejową (wąskotorową, o rozstawie szyn 1000 mm), łączącą Los Andes w Chile i Mendozę w Argentynie, linia została zamknięta w roku 1984. 